# Institut Nacional de Gestió Sanitària
El Institut Nacional de Gestió Sanitària (INGESA) és una entitat depenent del Ministeri de Sanitat d'Espanya que gestiona la prestació sanitària pública de les ciutats autònomes de Ceuta i Melilla.
El seu actual director és José Julián Díaz Melguizo.

## Ressenya històrica
El INGESA és l'entitat hereva de l'antic Instituto Nacional de la Salud (INSALUD), que tenia com a missió la prestació sanitària pública a Espanya.
Després de l'aprovació de la Constitució de 1978 i la conseqüent creació de les comunitats autònomes, s'inicia la descentralització d'algunes competències que fins llavors havien estat responsabilitat de l'estat central espanyol. D'aquesta manera, l'INSALUD va ser traspassant gradualment les competències en gestió sanitària a les regions, que van començar a crear les seves pròpies Conselleries de Salut i amb això serveis de salut autònoms. Aquest procés de traspàs culmina el 2002, any en el qual l'INSALUD queda transformat en l'actual INGESA, amb l'objectiu de continuar la prestació sanitària pública en les ciutats autònomes de Ceuta i Melilla.

## Àrees sanitàries
L'atenció sanitària de l'INGESA en les ciutats autònomes es divideixen en dues àrees sanitàries, una per cada ciutat, amb els seus respectius centres d'atenció primària i hospitals.
L'INGESA gestiona en total dos centres hospitalaris: l'Hospital Universitari de Ceuta (Àrea Sanitària de Ceuta) i l'Hospital Comarcal de Melilla (Àrea Sanitària de Melilla).

## Estructura
L'Institut Nacional de Gestió Sanitària s'estructura en els següents òrgans:
- Òrgans de participació en el control i vigilància de la gestió:

- Consell de Participació
- Comissions Executives Territorials
- Òrgans de direcció i gestió:

- Sotsdirecció General d'Atenció Sanitària.
- Sotsdirecció General de Gestió Econòmica i Recursos Humans.
- Intervenció Central.
- Centre Nacional de Dosimetria de València.
- Organització dels serveis perifèrics:

- Direccions territorials de Ceuta i Melilla.
- Gerències d'Atenció Sanitària de Ceuta i Melilla.